# Liliana Bonfatti
Liliana Bonfatti (Ovada, 27 ottobre 1930 – 19 dicembre 2005) è stata un'attrice italiana.

## Biografia
Nata in provincia di Alessandria, si trasferisce a Roma per tentare di lavorare nel cinema, sarà Luciano Emmer, durante alcuni provini a sceglierla per la parte di Lucia nel film Le ragazze di Piazza di Spagna, nel 1952.
La sua carriera nel mondo della celluloide dura sei anni con 10 film girati sino al 1956, quando decide di ritirarsi a vita privata.

## Filmografia
- Le ragazze di Piazza di Spagna, regia di Luciano Emmer (1952)

Nel film Non è vero ma ci credo

- Non è vero... ma ci credo, regia di Sergio Grieco (1952)
- Serenata amara, regia di Pino Mercanti (1952)
- Viale della speranza, regia di Dino Risi (1953)
- Il mondo le condanna, regia di Gianni Franciolini (1953)
- Per salvarti ho peccato, regia di Mario Costa (1953)
- Siamo tutti milanesi, regia di Mario Landi (1954)
- Trieste cantico d'amore, regia di Max Calandri (1954)
- La moglie è uguale per tutti, regia di Giorgio Simonelli (1955)
- Donatella, regia di Mario Monicelli (1956)

## Doppiatrici italiane
- Flaminia Jandolo in Le ragazze di piazza di Spagna, Il viale della speranza
- Renata Marini in La moglie è uguale per tutti